# Komunistická strana Nepálu (maoisté)
Komunistická strana Nepálu (maoisté) (nepálsky नेपाल कम्युनिष्ट पार्टी (माओवादी), anglická zkratka CPN(M)) vznikla v roce 1994 a v období let 1996 až 2006 vedla partyzánským způsobem "Nepálskou lidovou válku" proti monarchistickému zřízení. Vůdcem strany je Pračanda (ve volném překladu tento pseudonym znamená Nelítostný).

## Nepálská lidová válka
Takzvaná Nepálská lidová válka začala 13. února 1996, maoističtí povstalci požadovali nastolení Nepálské lidové republiky. Postupem času kontrolovali více než dvě třetiny ze 75 okresů (převážně hory a rurální oblasti) , přičemž byli kritizováni za údajně teroristické praktiky boje. V některých oblastech vybírali daně, či dokonce požadovali děti chudých rolníků . V listopadu 2006 podepsali maoisté mírovou smlouvu a stali se součástí pro-republikánské vlády .

## Ideologie

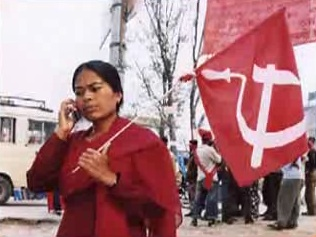
Maoistická aktivistka

KSN(M) je jednou z mnoha stran v Nepálu vycházejících z komunistické ideologie, hlásí se k maoistické mutaci marxismu.

## Mezinárodní spojení
Strana je členem Revolučního internacionálního hnutí a Koordinační komise maoistických stran a organizací jižní Asie.